# Robert A. Berner

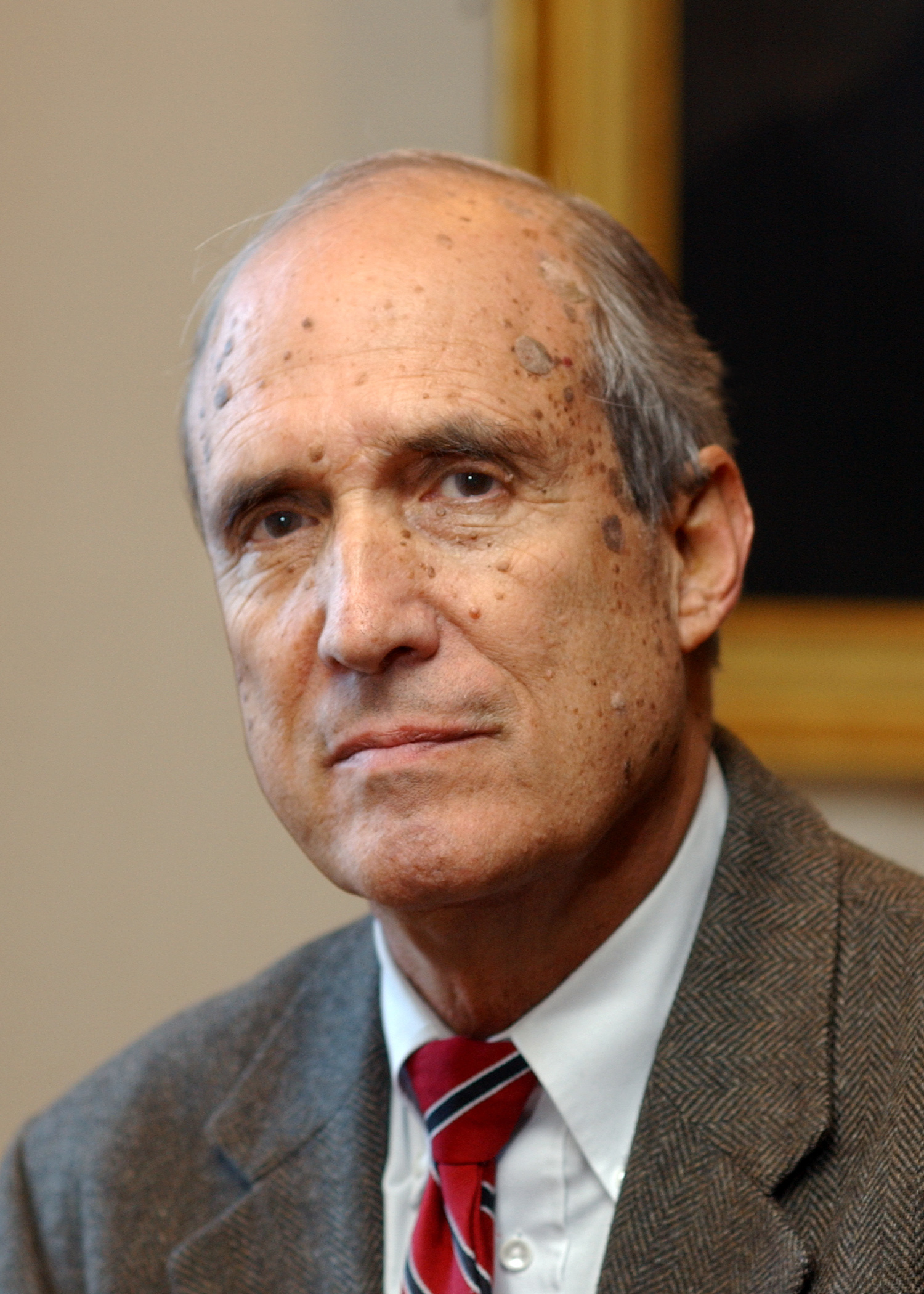
Robert A. Berner (2006)

Robert Arbuckle Berner (* 25. November 1935 in Erie, Pennsylvania; † 10. Januar 2015 in New Haven, Connecticut) war ein US-amerikanischer Geowissenschaftler (Geochemie und speziell chemische Sedimentologie) und Hochschullehrer an der Yale University.

## Leben
Robert Berner studierte Geologie bis zum Master-Abschluss (1958) an der University of Michigan in Ann Arbor, wo er auch seine spätere Frau Betty Kay kennen lernte. Das Paar heiratete 1959 und publizierte in den folgenden Jahrzehnten diverse Fachaufsätze gemeinsam. 1962 erwarb Berner in der Arbeitsgruppe von Raymond Siever an der Harvard University in Cambridge, Massachusetts, den Doktorgrad aufgrund einer Studie über die Bildung von Eisensulfiden in Sedimenten. Als Post-Doktorand wechselte er an die Scripps Institution of Oceanography in La Jolla, Kalifornien (1962/63 als Sverdrup Fellow), und war danach eine kurze Zeit als wissenschaftlicher Assistent an der University of Chicago tätig. 1965 wurde er an die Yale University berufen, wo er bis zu seiner Pensionierung im Jahr 2006 forschte und lehrte. 1968 erhielt er ein Forschungsstipendium der Alfred P. Sloan Foundation (Sloan Research Fellowship).
Er veröffentlichte auch mit seiner Frau Elizabeth Kay Berner (* 1936).
1993 erhielt er die Huntsman Medal in Ozeanographie der Geological Society of Canada, 1995 den V. M. Goldschmidt Award, 1996 die Murchison-Medaille und die Arthur L. Day Medal. Er war Ehrendoktor der Universität Aix-Marseille (1991).
Er war seit 1987 Mitglied der National Academy of Sciences und seit 1991 der American Academy of Arts and Sciences.

## Wirken

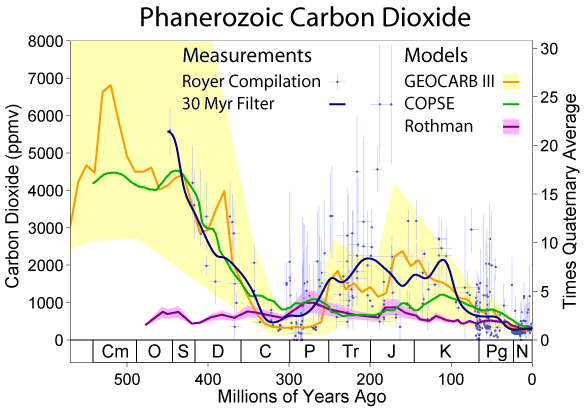
CO_{2}-Gehalt im Phanerozoikum nach dem GEOCARB- und dem COPSE-Modell

Berner wurde vor allem für GEOCARB und GEOCARBSULF, zwei Modelle für die Entwicklung der CO2-Konzentration in der Atmosphäre während der letzten 541 Mio. Jahre bekannt.
Er beschäftigte sich mit der computergestützten Modellierung von Kohlenstoff- und Schwefelkreislauf und der Bestimmung der Kreisläufe von Kohlenstoff, Phosphor und Schwefel in Sedimenten mit stabilen Isotopen. In seiner Forschung ging er stark interdisziplinär und bezog zum Beispiel biologische Prozesse mit ein (insbesondere die Rolle der ersten Landpflanzen im globalen Kohlenstoffzyklus), Ozeanographie und Meteorologie. Er untersuchte auch Diagenese und chemische Verwitterung.
1999 stellte er eine Kurve der Veränderung des Sauerstoffgehalts der Atmosphäre im Phanerozoikum auf.

## Schriften
- Principles of Chemical Sedimentology, McGraw Hill 1971
- Early Diagenesis: A Theoretical Approach, Princeton University Press 1980
- mit Elizabeth Kay Berner: The Global Water Cycle, 1987
- mit E. K. Berner: Global Environment: water, air and geochemical cycles, Prentice Hall 1996, 2. Auflage, Princeton University Press 2012
- Dana L. Royer, Robert A. Berner, Isabel P. Montañez, Neil J. Tabor, David J. Beerling: CO2 as a primary driver of Phanerozoic climate. In: GSA Today. Band 14, Nr. 3, 2004, S. 4, doi:10.1130/1052-5173(2004)014<4:CAAPDO>2.0.CO;2 (PDF).
- A new look at the long term carbon cycle, GSA Today, Band 9, Heft 11, 1999, S. 1–6
- Modeling atmospheric O2 over phanerozoic time, Geochim. Cosmochim. Acta, Band 65, 2001, S. 685–694.
- Atmospheric oxygen over phanerozoic time, Proc. Nat. Acad. USA, Band 96, 1999, S. 10955–10957, Online
- Examination of the hypothesis of Permo-Triassic boundary extinction by carbon cycle modelling, Proc. Nat. Acad. USA, Band 99, 2002, S. 4172–4177
- mit David J. Beerling, Robert Dudley, Jennifer Robinson, Richard Wildman, Phanerozoic atmospheric oxygen, Ann. Rev. Earth Planet. Sci., Band 31, 2003, S. 105–134